# Fotbalová reprezentace Konžské demokratické republiky
Fotbalová reprezentace Konžské demokratické republiky reprezentuje Konžskou demokratickou republiku na mezinárodních fotbalových akcích, jako je mistrovství světa nebo Africký pohár národů. Tento tým byl dříve znám také pod názvy jako Belgické Kongo a Zair.

## Mistrovství světa
Seznam zápasů konžské demokratické republiky na MS
| Rok    | Účast                                           | Soupisky |
| ------ | ----------------------------------------------- | -------- |
| 1930   | Bez účasti                                      |          |
| 1934   | Bez účasti                                      |          |
| 1938   | Bez účasti                                      |          |
| 1950   | Bez účasti                                      |          |
| 1954   | Bez účasti                                      |          |
| 1958   | Bez účasti                                      |          |
| 1962   | Bez účasti                                      |          |
| 1966   | Bez účasti                                      |          |
| 1970   | Bez účasti                                      |          |
| 1974   | Základní skupina                                | Soupiska |
| 1978   | Nepostoupili z kvalifikace                      |          |
| 1982   | Nepostoupili z kvalifikace                      |          |
| 1986   | Nepostoupili z kvalifikace                      |          |
| 1990   | Nepostoupili z kvalifikace                      |          |
| 1994   | Nepostoupili z kvalifikace                      |          |
| 1998   | Nepostoupili z kvalifikace                      |          |
| 2002   | Nepostoupili z kvalifikace                      |          |
| 2006   | Nepostoupili z kvalifikace                      |          |
| 2010   | Nepostoupili z kvalifikace                      |          |
| 2014   | Nepostoupili z kvalifikace                      |          |
| 2018   | Nepostoupili z kvalifikace                      |          |
| Celkem | účast – 1× zlato – 0×, stříbro – 0×, bronz – 0× |          |

## Historie
Fotbalový svaz byl založen v tehdejším Belgickém Kongu v roce 1919, tedy jako první v „černé Africe“. Premiérový mezistátní zápas hráli v roce 1948 proti výběru Severní Rhodesie a vyhráli jej 3:2. Slavná éra nastala po vyhlášení nezávislosti v šedesátých letech 20. století. Konžská demokratická republika vyhrála Africký pohár národů 1968 a 1974. V témže roce se také (pod názvem Zaire, který pro svou zemi prosadil diktátor Mobutu Sese Seko) zúčastnili mistrovství světa ve fotbale 1974 konané v Západním Německu, kam se kvalifikovali jako první zástupce subsaharské Afriky. V základní skupině podlehli Skotsku 0:2, Jugoslávii 0:9 a Brazílii 0:3. V posledním utkání se na sebe upozornil Mwepu Ilunga, který při brazilském přímém kopu vyběhl ze zdi a odkopl míč před překvapenými Brazilci, za což dostal žlutou kartu. Incident byl často uváděn jako příklad neznalosti pravidel mezi africkými hráči, ale sám Ilunga později prohlásil, že to udělal schválně jako protest proti tomu, že hráči Zaire nedostali slíbené výplaty. Proto také prý hráči bojkotovali zápas s Jugoslávci, v němž dostali rekordní debakl v dějinách světových šampionátů.
Po vystoupení na světovém šampionátu se již konžský fotbal na mezinárodní scéně výrazněji neprosadil. Mohla za to i špatná ekonomická a bezpečnostní situace v zemi. Za jediný výraznější úspěch tak lze považovat třetí místo na Africkém poháru národů 1998.
Nejlepším hráčem v historii Konžské demokratické republiky byl Shabani Nonda (který se ale narodil v Burundi), účastník finále Ligy mistrů v dresu AS Monaco FC. Za reprezentaci odehrál 49 zápasů a vstřelil v nich 32 branek.
V Konžské demokratické republice je 77 600 organizovaných fotbalistů, počet neregistrovaných se odhaduje na dva a půl milionu.
Reprezentace hraje své zápasy na Stadionu mučedníků v Kinshase. Barva dresů se často měnila v závislosti na politické situaci – nyní tým nosí modrá trička s červeným úhlopříčným pruhem převzatým ze státní vlajky.
Fotbalová reprezentace Demokratické republiky Kongo ještě nikdy nehrála proti výběru České republiky.